# Du conte de fées
Vous lisez un « bon article » labellisé en 2012.  Il fait partie d'un « bon thème ».
« Du conte de fées » (On Fairy-Stories) est un essai de J. R. R. Tolkien portant sur la nature, les origines et les fonctions du conte de fées. Issu d'une conférence donnée à l'université de St Andrews en 1939, il a été publié en 1947 et fréquemment réédité depuis.
Tolkien y théorise son point de vue sur le genre mythopoéique et introduit les concepts d'eucatastrophe et de monde secondaire. Il illustre ainsi les principes qui sous-tendent la majeure partie de son œuvre de fiction, y compris ses romans les plus connus que sont Le Hobbit et Le Seigneur des anneaux, l'essai se situant chronologiquement entre ces deux ouvrages. Au-delà de l'œuvre de Tolkien, « Du conte de fées » s'inscrit également dans la continuité des études du XIXe siècle portant sur le folklore et les mythes.

## Résumé
En introduction, Tolkien énonce les trois questions auxquelles son essai tente de répondre : « qu'est-ce qu'un conte de fées ? Quelle en est l'origine ? À quoi sert-il ? » Il est structuré en cinq parties : « Le conte de fées », « Les origines », « Les enfants », « Fantasy » et « Recouvrement, évasion, consolation », les trois dernières s'attachant à répondre à la dernière question, la plus importante selon Tolkien.

### Qu'est-ce qu'un conte de fées?
Partant de la définition que donne l'Oxford English Dictionary pour « conte de fées » (fairy-story), Tolkien la juge insatisfaisante pour son propos : définir le conte de fées comme un « conte qui se rapporte aux fées » serait trop étroit, mais étiqueter ainsi toute histoire irréelle ou incroyable serait trop large. Il propose de définir le conte de fées comme « un conte où il est question de Féerie, c'est-à-dire de la Faërie, le royaume ou l'état dans lequel les fées ont leur être », ou comprenant des créatures fantastiques. Cette définition, quoique vague (Tolkien ne définit jamais clairement le concept de Faërie, qui « ne peut être capturée dans un filet de mots »), exclut plusieurs récits parfois considérés comme des contes de fées dans l'imagination populaire, tels que le Voyage à Lilliput de Jonathan Swift (en réalité un récit de voyage), les aventures d'Alice de Lewis Carroll (leur cadre onirique est un mécanisme étranger au conte de fées) ou la plupart des fables animalières comme le Jeannot Lapin de Beatrix Potter ou Les Trois Petits Cochons (la compréhension de l'animal par l'homme peut être un motif de Faërie, mais pas les récits où n'apparaît aucun homme et où l'animal « n'est qu'un masque posé sur un visage humain »).

### Quelle en est l'origine?

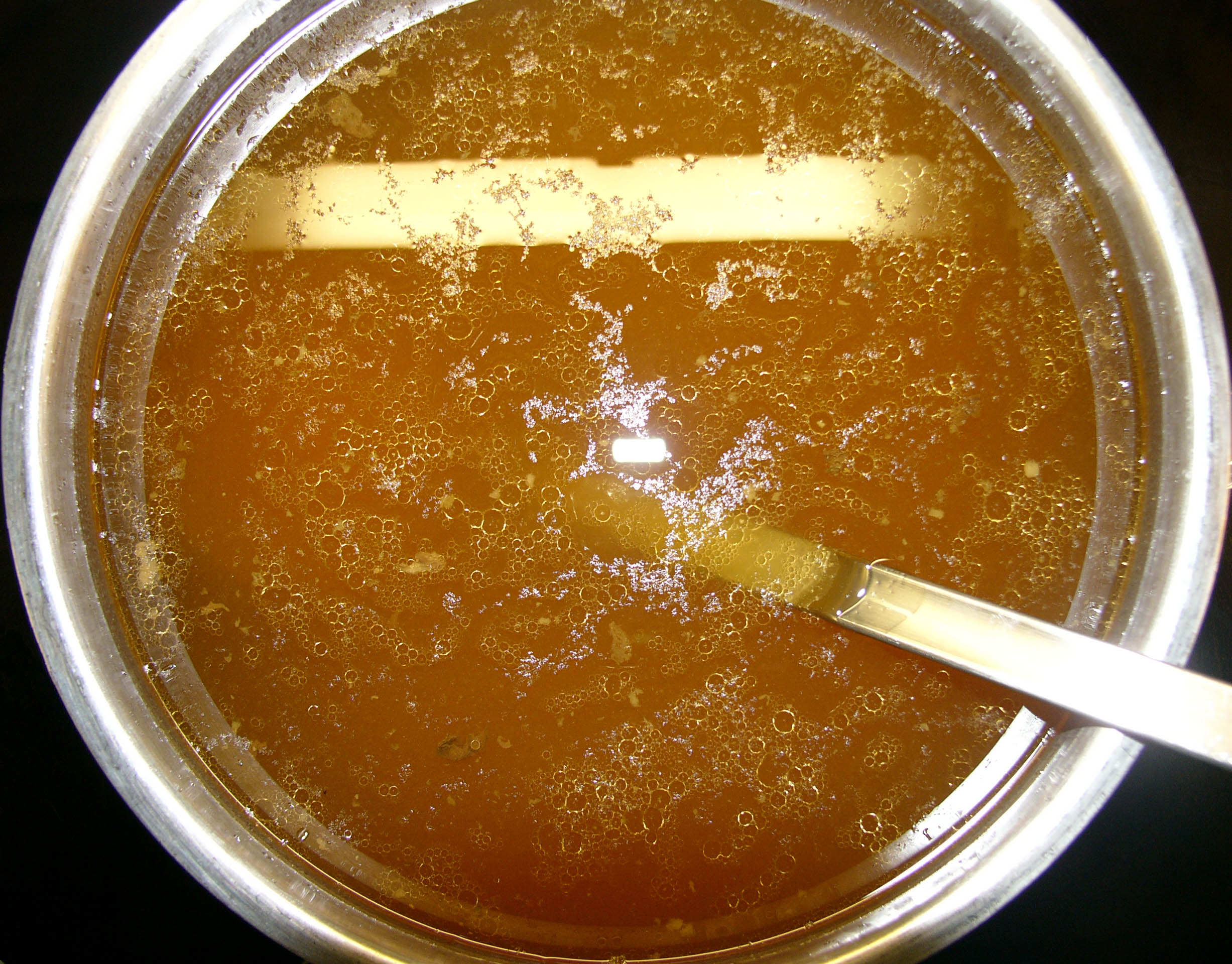
Nous devons nous contenter de la soupe que l'on nous présente [le conte], et non chercher à voir les os du bœuf avec lesquels elle a été préparée [ses sources].

Tolkien aborde rapidement la question des origines du conte de fées, se jugeant incompétent pour traiter en détail de ce sujet complexe. Il rappelle brièvement les hypothèses envisagées jusqu'alors : « l'évolution (ou plutôt l'invention) indépendante de l'identique ; l'héritage d'un ancêtre commun et la diffusion à différentes époques ». Si le langage et l'esprit humains jouent un rôle important dans la naissance des contes de fées, ceux-ci sont issus d'un mélange entre mythologie, religion, histoire et légende qui est souvent difficile à démêler, mais clairement sous-tendu par une visée littéraire : « les éléments présents ont souvent dû être maintenus (ou introduits) parce que, d'instinct ou consciemment, les conteurs en éprouvaient la « portée » littéraire ». Néanmoins, Tolkien juge moins pertinent de s'intéresser aux sources des contes, ou bien de chercher à les classer suivant leurs motifs récurrents, qu'examiner « un point trop souvent oublié : l'effet produit aujourd'hui par ces éléments dans les contes tels qu'ils sont. »

### À quoi sert-il?
Tolkien s'en prend ensuite au lieu commun, relayé par des folkloristes comme Andrew Lang, Max Müller ou George Dasent, voulant que les contes de fées soient destinés et réservés aux enfants. Selon lui, il s'agit d'« un accident de notre histoire domestique » : les contes de fées en sont venus à être réservés aux enfants, pour la seule raison qu'ils ont été jugés comme démodés par les adultes à une certaine époque. Pourtant, tous les enfants ne les aiment pas, contrairement à certains adultes.

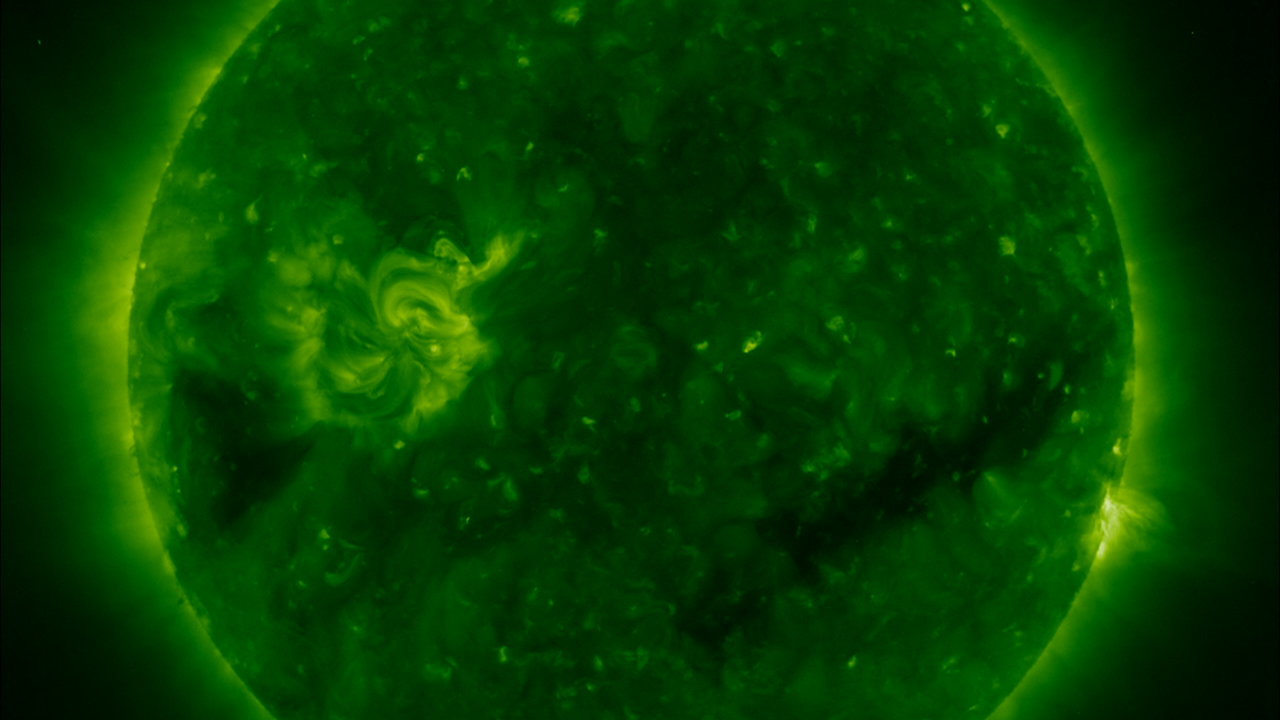
Quiconque héritant de la faculté de Fantasy du langage humain peut dire le soleil vert. […] Mais ce fait ne suffit pas […] La création d'un Monde Secondaire dans lequel le soleil vert serait crédible […] requiert probablement du labeur et de la réflexion […].

Pour ces adultes, Tolkien énumère quatre valeurs apportées par le conte de fées :
- la Fantasy, c'est-à-dire la « sub-création » d'un Monde Secondaire (par opposition au Monde Primaire, le monde réel) crédible ;
- le Recouvrement « d'une vision claire[11] », d'une capacité à l'émerveillement ;
- l'Évasion, un désir qui n'a pour lui rien de lâche ou de négatif, contrairement à l'opinion générale ;
- et enfin, la Consolation que procure « la fin heureuse, ou plus exactement, l'heureuse catastrophe, le « retournement » joyeux et soudain[12] », ce coup de théâtre qu'il baptise eucatastrophe.

Ainsi, conclut Tolkien, le signe caractéristique du conte de fées est la joie. Pour lui, les eucatastrophes des Mondes Secondaires inventés par les auteurs de contes de fées sont les reflets d'une réalité bien plus vaste, qui est elle liée au Monde Primaire : le récit du Nouveau Testament possède pour lui toutes les caractéristiques du conte de fées. « La naissance du Christ est l'eucatastrophe de l'Histoire de l'Homme. La Résurrection est l'eucatastrophe de l'histoire de l'Incarnation. » L'invention de contes de fées, en tant que reflets du Monde Primaire, permet ainsi l'enrichissement de la Création.

## Rédaction et publication

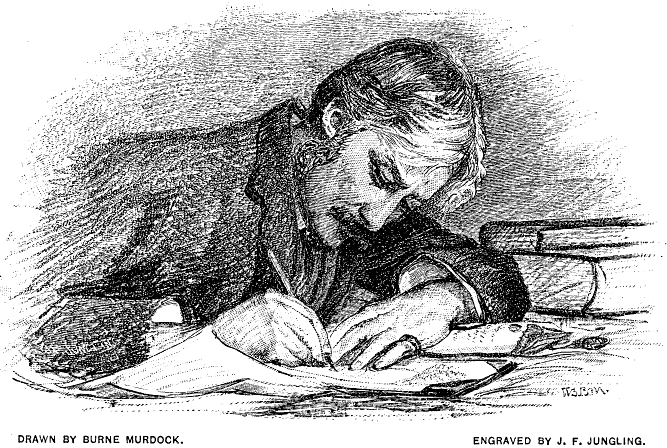
Gravure représentant Andrew Lang.

En 1926, l'université de St Andrews, en Écosse, crée les « conférences Andrew Lang » pour honorer la mémoire d'un de ses élèves les plus célèbres, le critique littéraire et folkloriste Andrew Lang (1844-1912). Chaque année, un universitaire reconnu est ainsi invité à donner lecture d'un texte consacré à Lang ou à son œuvre. En octobre 1938, à la suite des désistements successifs de Gilbert Murray et de Lord Macmillan, l'université propose à J. R. R. Tolkien, alors professeur de vieil anglais à l'université d'Oxford, d'assurer la conférence Andrew Lang en 1939. Tolkien accepte, propose la date du 8 mars et indique que son sujet sera le conte de fées. Dans les jours qui suivent la conférence, celle-ci fait l'objet d'articles dans les journaux écossais The Scotsman, The St Andrews Citizen et The St Andrews Times.
Quelques années plus tard, en 1943, Tolkien reprend l'essai et le développe substantiellement, introduisant notamment le concept d'eucatastrophe et les comparaisons entre les contes de fées et le Nouveau Testament. La raison pour laquelle il y revient est incertaine : il est possible qu'un recueil des articles donnés lors des conférences Andrew Lang ait été en préparation aux presses universitaires d'Oxford, avant que la Seconde Guerre mondiale ne vienne mettre le projet en suspens. L'idée a également pu lui venir grâce au sujet de la thèse de Roger Lancelyn Green, « Andrew Lang en tant qu'auteur de contes et de romans », dont il devient le superviseur en décembre 1942. Quoi qu'il en soit, l'essai est dactylographié en août 1943 par une amie de Charles Williams, écrivain londonien que la guerre a amené à Oxford et qui s'y est lié d'amitié avec C. S. Lewis, Tolkien et le cercle des Inklings.
Fin 1944 ou début 1945, Lewis propose à plusieurs de ses amis de publier un recueil d'articles en l'honneur de Williams, que la fin du conflit obligera probablement à rentrer à Londres. La mort brutale de Williams en mai 1945 n'interrompt pas ce projet de Festschrift, qui devient un volume hommage. Essays Presented to Charles Williams, édité par Lewis, paraît le 4 décembre 1947 aux presses universitaires d'Oxford. Il inclut « Du conte de fées », qui n'a subi que quelques révisions mineures par rapport à sa version de 1943.
Après la publication du Seigneur des anneaux en 1954-1955, que Tolkien qualifie à plusieurs reprises dans sa correspondance d'application pratique des théories avancées dans « Du conte de fées », sa maison d'édition, Allen & Unwin, lui propose de rééditer l'essai, devenu difficile à se procurer étant donné que le recueil de 1947 est épuisé. Un contrat est signé en ce sens en août 1959, mais le projet reste en suspens pendant plusieurs années. Ce n'est qu'en 1963 que Rayner Unwin le relance, proposant à Tolkien de rééditer « Du conte de fées » avec sa nouvelle Feuille, de Niggle, également épuisée, ce qui constituerait un volume de taille correcte. C'est l'occasion pour Tolkien de procéder à de nouvelles corrections de son essai (notamment, l'introduction de sous-titres) avant la publication du recueil, intitulé Tree and Leaf, en mai 1964.
« Du conte de fées » a été réédité dans d'autres recueils de textes courts de Tolkien, parmi lesquels The Tolkien Reader (1966), The Monsters and the Critics and Other Essays (1983) et Tales from the Perilous Realm (deuxième édition, 2008). En 2008, Verlyn Flieger et Douglas A. Anderson en ont offert une édition commentée, accompagnée de retranscriptions des brouillons de l'essai et d'autres documents. Traduit en français par Francis Ledoux, « Du conte de fées » a été publié par Christian Bourgois éditeur dans les recueils Faërie (1974), puis Faërie et autres textes (2003). Une nouvelle traduction, réalisée par Christine Laferrière, est parue dans le recueil Les Monstres et les Critiques et autres essais en 2006.

## Critiques
« Du conte de fées » est probablement l'essai le plus étudié de Tolkien,. Néanmoins, pour Tom Shippey, c'est également son « moins réussi », la faute à « l'absence d'un noyau ou cœur philologique ». Le biographe Humphrey Carpenter partage un point de vue similaire, estimant que Tolkien « avança de nombreux arguments pendant cette conférence, peut-être trop pour être parfaitement cohérent ». Verlyn Flieger et Douglas Anderson rappellent toutefois que le but de l'auteur n'est pas de démontrer une théorie, mais davantage d'offrir une présentation générale des contes de fées et d'exprimer son opinion à leur sujet. En ce sens, Paul Edmund Thomas le compare aux essais « An Apology for Poetry (en) » de Philip Sidney (1595) et « A Defence of Poetry (en) » de Percy Bysshe Shelley (1840).
Verlyn Flieger remarque que Tolkien est le premier à tenter d'offrir des éléments théoriques pour la critique des contes de fées, à travers son étude de leurs fonctions, depuis Aristote. Selon elle, le principal mérite de l'essai est de renvoyer dos à dos Max Müller et George Dasent (qui expliquent les contes de fées par le seul prisme de la philologie comparée) d'un côté et Andrew Lang (qui préfère l'anthropologie) de l'autre, en affirmant que l'intérêt des contes ne se situe pas dans leurs origines, ou dans ce qu'ils peuvent nous apprendre sur le passé, mais dans l'effet qu'ils ont sur les personnes qui les lisent aujourd'hui, adultes comme enfants,. Elle souligne ce que la conception tolkiénienne de l'imagination (« Fancy / Fantasy ») doit aux romantiques, notamment Coleridge, mais note également la différence cruciale entre les deux : si, pour Coleridge, la Fancy n'a aucun pouvoir de création, pour Tolkien, la Fantasy est, à un degré moindre que la Création divine, une forme de création. Tolkien a également été influencé par les deux essais de George MacDonald sur l'imagination : « The Imagination: Its Functions and Its Culture » (1882) et « The Fantastic Imagination » (1893).
« Du conte de fées » voit la création du concept de « Monde Secondaire » (« Secondary World ») « pour renvoyer à cet autre monde dans lequel se déroule le récit de fantasy, par opposition au « Monde Primaire » (« Primary World »), notre monde de référence. » C'est également là qu'apparaît l'idée d'eucatastrophe, ce retournement positif à la fin du conte qui suscite une joie toute particulière chez le lecteur. De tels retournements apparaissent dans les deux principaux romans de Tolkien : l'arrivée des Aigles lors de la bataille des Cinq Armées à la fin du Hobbit, ou le réveil de Sam après la destruction de l'Anneau unique, lorsqu'il se retrouve nez à nez avec un Gandalf qu'il croyait mort : « Est-ce que tout ce qui était triste va se révéler faux ? »
Pour Marguerite Mouton, l'œuvre de Tolkien appartient à ce qu'elle nomme le « holisme épique », défini précisément dans l'essai « Du conte de fées ». Selon elle, il « ne permet pas de trancher en faveur du conte de fées mais se contente d'emprunter à George Dasent l'image d'une « soupe » dont on ne cherche pas à distinguer les composantes, mais que l'on apprécie de manière globale. » La création de mondes est donc hétéroclite chez Tolkien, et ni l'auteur ni le lecteur ne sauraient en percer le mystère. Citant une lettre de Tolkien dans laquelle ce dernier explique que le texte du futur Seigneur des anneaux « coule maintenant tout seul et échappe totalement à [son] contrôle », Marguerite Mouton souligne que la mythopoièse de « Mondes Secondaires » dont il est question dans « Du conte de fées » est « susceptible d'accueillir des genres multiples et confus mais dont l'intérêt réside justement dans l'ensemble qui en résulte », à l'image de la soupe.